# 管肩松原魚
管肩松原魚，為管肩魚科松原魚屬的其中一種，該物種為深海魚類，分布於中西太平洋蘇祿海海域，棲息深度可達960公尺，體長可達11.9公分，棲息在中層水域，生活習性不明。